# Костюк Олексій Григорович
Олексій Григорович Костюк (30 березня 1910, село Грицьків, тепер Городоцької міської громади Хмельницького району Хмельницької області — ?) — український радянський партійний діяч, 1-й секретар Дрогобицького міськкому КП(б)У.

## Біографія
З жовтня 1932 року служив у Червоній армії.
Член ВКП(б). Перебував на партійній роботі.
З 1945 (затверджений в травні 1945) по 1947 рік — 3-й секретар Ровенського міського комітету КП(б)У Ровенської області.
У серпні 1950 — 29 листопада 1953 року — 1-й секретар Дрогобицького міського комітету КП(б)У Дрогобицької області.
З червня 1954 року — начальник Дрогобицького обласного управління промислових товарів широкого вжитку.
У березні 1957 — травні 1959 року — завідувач відділу житлово-комунального господарства виконавчого комітету Дрогобицької обласної ради депутатів трудящих.
У серпні 1959 — після 1963 року — завідувач відділу комунального господарства виконавчого комітету Львівської міської ради депутатів трудящих.
Потім — персональний пенсіонер у місті Львові.

## Звання
- політрук
- майор

## Нагороди
- ордени
- медалі
- грамота Львівського обласного комітету КПУ (.04.1985)